# Atractocerus brasiliensis
Atractocerus brasiliensis är en skalbaggsart som beskrevs av Amédée Louis Michel Lepeletier och Audinet-serville 1825. Atractocerus brasiliensis ingår i släktet Atractocerus och familjen varvsflugor. Inga underarter finns listade i Catalogue of Life.